# Case motociclistiche
Le case motociclistiche sono le aziende specializzate nella costruzione di motoveicoli.

## Storia
La storia dell'industria motociclistica internazionale può essere fatta risalire agli anni a cavallo tra la fine del XIX secolo e l'inizio del XX.
Negli anni prima della seconda guerra mondiale le cinque case italiane che costituivano la cosiddetta "pentarchia" erano Gilera, Benelli, Moto Guzzi, Sertum e Bianchi. 
Per molti anni, fino alla seconda guerra mondiale la produzione di mezzi a due ruote motorizzati è stata perlopiù una prerogativa dell'industria europea, soprattutto tedesca, inglese ed italiana, con qualche eccezione riguardante gli Stati Uniti.
Dal dopoguerra la produzione si è intensificata in tutto il mondo, con l'apparizione sul mercato di marchi dall'Europa orientale e soprattutto con la sempre maggiore presenza delle industrie giapponesi, le quattro sorelle che hanno sempre più preso possesso del mercato mondiale delle motociclette.
Nello stesso tempo un fenomeno di regressione ha colpito le industrie del vecchio continente, in particolare per quanto riguarda le aziende britanniche, fino agli anni settanta tra le più apprezzate dai centauri di tutto il mondo.
Come per le industrie automobilistiche si è anche assistito ad un progressivo raggruppamento delle industrie del ramo in gruppi omogenei, per poter offrire anche delle economie di scala e poter competere in qualche modo con i colossi dell'estremo oriente.
Un esempio italiano del fenomeno potrebbe essere quello della Cagiva che, negli anni ottanta cercò di raggruppare attorno a sé alcuni dei marchi nazionali più prestigiosi dell'epoca come Aermacchi, Ducati e MV Agusta, nonché la svedese Husqvarna. L'operazione non ebbe il successo sperato ed il gruppo creato si andò man mano sfaldando con varie dismissioni.
In tempi più recenti abbiamo assistito dapprima all'acquisto da parte dell'Aprilia degli altri noti marchi nazionali Moto Guzzi e Moto Laverda e, nel 2004, all'assorbimento del gruppo di Noale da parte della Piaggio, a sua volta già acquirente in precedenza della Gilera e della Derbi.
Da questa operazione di fusione è risultato un gruppo industriale che riesce a piazzarsi ai primi posti al mondo, con una capacità produttiva di circa 600.000 pezzi all'anno e un giro d'affari di circa 1,5 miliardi di Euro.

## Case motociclistiche italiane

### In attività
| Azienda                | Inizio produzione motocicli | Note |
| ---------------------- | --------------------------- | ---- |
| Aprilia                | 1962                        |      |
| Askoll                 | 2014                        |      |
| Benelli                | 1911                        |      |
| Beta Motor             | 1948                        |      |
| Bimota                 | 1973                        |      |
| Borile                 | 1988                        |      |
| Cagiva                 | 1978                        |      |
| Di Blasi               | 1974                        |      |
| Ducati                 | 1946                        |      |
| Energica Motor Company | 2014                        |      |
| Fantic Motor           | 1968                        |      |
| HM                     | 1983                        |      |
| Ghezzi & Brian         | 1995                        |      |
| Gilera                 | 1909                        |      |
| Italjet                | 1960                        |      |
| Magni                  | 1977                        |      |
| Morini Franco Motori   | 1954                        |      |
| Moto Guzzi             | 1921                        |      |
| Moto Morini            | 1937                        |      |
| MV Agusta              | 1945                        |      |
| Ohvale srl             | 2013                        |      |
| Piaggio                | 1946                        |      |
| Polini                 | 1946                        |      |
| TM Racing              | 1977                        |      |
| Vertemati              | 1993                        |      |
| Vyrus                  | 2004                        |      |

### Non più attive
Essendo in taluni casi la produzione motociclistica semplicemente una delle molteplici attività di un'azienda, in questi casi le date indicate si riferiscono al periodo in cui vennero prodotte "anche" motociclette.
| Azienda              | Inizio produzione motocicli | Termine produzione motocicli |
| -------------------- | --------------------------- | ---------------------------- |
| Accossato            | 1976                        | 1990                         |
| Acerboni             | 1939                        | 1939                         |
| Acix                 | 1925                        | 1925                         |
| AD                   | 1926                        | 1927                         |
| Aermacchi            | 1950                        | 1972                         |
| Aerocaproni/Aeromere | 1946                        | 1963                         |
| Agrati               | 1958                        | 1961                         |
| Agrati-Garelli       | 1961                        | 1995                         |
| Aim                  | 1972                        | 1987                         |
| Alba-Mazzucchelli    | 1925                        | 1928                         |
| Aldbert              | 1951                        | 1958                         |
| Alfa                 | 1923                        | 1926                         |
| Aliprandi            | 1925                        | 1930                         |
| Alpino               | 1944                        | 1962                         |
| Altea                | 1939                        | 1941                         |
| Amboldi              | 1926                        | 1928                         |
| AMF Gloria           | 1949                        | 1955                         |
| AMISA                | 1946                        | 1950                         |
| Ancillotti           | 1968                        | 1985                         |
| Ancora               | 1923                        | 1952                         |
| Ancoretta            | 1952                        | 1952                         |
| Angelino             | 1925                        | 1927                         |
| Anzani               | 1920                        | 1927                         |
| APE                  | 1923                        | 1925                         |
| Aquila               | 1953                        | 1955                         |
| Aquila Rossa         | 1926                        | 1927                         |
| Arbos                | 1952                        | 1952                         |
| Ardito               | 1951                        | 1954                         |
| Ariz                 | 1952                        | 1954                         |
| Aspes                | 1961                        | 1982                         |
| Aspi                 | 1946                        | 1949                         |
| Asso                 | 1927                        | 1931                         |
| Astoria              | 1934                        | 1958                         |
| Astra                | 1931                        | 1953                         |
| Atala                | 1938                        | 2002                         |
| Augusta              | 1924                        | 1933                         |
| Autolux              | 1938                        | 1946                         |
| Autozodiaco          | 1968                        | 1981                         |
| Ayrton               | 1905                        | 1905                         |
| Azzara               | 1925                        | 1925                         |
| Bacchi               | 1923                        | 1927                         |
| Bantam               | 1947                        | 1947                         |
| Barison              | 1919                        | 1919                         |
| Bartali              | 1953                        | 1961                         |
| Bazzano & Gaspari    | 1925                        | 1925                         |
| BB                   | 1927                        | 1930                         |
| Bellon & C.          | 1922                        | 1922                         |
| Berneg               | 1955                        | 1961                         |
| Bertoni              | 1951                        | 1954                         |
| Bianchi              | 1897                        | 1964                         |
| Blackbume            | 1920                        | 1926                         |
| B.M.                 | 1930                        | 1933                         |
| B.M.                 | 1950                        | 1972                         |
| Boassi               | 1950                        | 1950                         |
| Bolzoni              | 1926                        | 1927                         |
| Bonini               | 1926                        | 1927                         |
| Bonzi & Marchi       | 1913                        | 1913                         |
| Bordone              | 1935                        | 1957                         |
| Borghi               | 1905                        | 1909                         |
| Borgo                | 1899                        | 1926                         |
| Bottari              | 1951                        | 1951                         |
| Brambilla            | 1908                        | 1914                         |
| Breda                | 1946                        | 1951                         |
| Bücher & Zeda        | 1906                        | 1920                         |
| Calamida             | 1925                        | 1925                         |
| Calcaterra           | 1926                        | 1927                         |
| Calvi                | 1923                        | 1925                         |
| Cantini              | 1926                        | 1927                         |
| Caproni Vizzola      | 1953                        | 1959                         |
| Carcano              | 1898                        | 1901                         |
| Cardani              | 1967                        | 1969                         |
| Carnielli            | 1931                        | 1980                         |
| Casalini             | 1939                        | 1969                         |
| Casoli               | 1928                        | 1933                         |
| Cassani              | anni 50                     | anni 50                      |
| Cattoni              | anni 50                     | anni 50                      |
| Cavallino            | anni 50                     | anni 50                      |
| Ceccato              | 1950                        | 1961                         |
| Cervinia             | 1950                        | 1950                         |
| C.F.                 | 1928                        | 1936                         |
| Cimatti              | 1937                        | 1985                         |
| Cislaghi             | 1922                        | 1927                         |
| Clipper              | 1948                        | 1948                         |
| CM                   | 1930                        | 1964                         |
| CNA                  | 1929                        | 1936                         |
| Colibrì              | 1923                        | 1923                         |
| Colombo              | 1923                        | 1926                         |
| Comet                | 1952                        | 1957                         |
| Comfort              | 1923                        | 1926                         |
| Confort              | 1948                        | 1948                         |
| Coppa                | 1904                        | 1907                         |
| Cozzo                | 1954                        | 1955                         |
| CP                   | 1925                        | 1925                         |
| CR&S                 | 1992                        | 2017                         |
| Croce                | 1925                        | 1930                         |
| DC Scoiattolo        | 1947                        | 1947                         |
| Deca                 | 1955                        | 1960                         |
| Dei                  | 1946                        | 1950                         |
| Della Ferrera        | 1909                        | 1939                         |
| Delta                | 1947                        | 1947                         |
| DEMM                 | 1952                        | 1982                         |
| De Vecchi e Strada   | 1905                        | 1919                         |
| Devil O.C.MA.        | 1953                        | 1958                         |
| Dionisi              | 1924                        | 1927                         |
| Domino Tommaselli    | 1951                        |                              |
| Doninelli            | 1939                        | 1939                         |
| Doniselli            | 1934                        | 1972                         |
| Elect                | 1914                        | 1923                         |
| Empolini             | 1930                        | 1982                         |
| Eolo                 | 1950                        | 1953                         |
| Eurocross            | 1969                        | 1970                         |
| Evans                | 1924                        | 1924                         |
| Excelsiorette        | 1924                        | 1926                         |
| Fabrizio             | 1971                        | 1974                         |
| Faggi                | 1950                        | 1953                         |
| Falchetto            | 1956                        | 1960                         |
| Fassi                | 1946                        | 1950                         |
| FB                   | 1929                        | 2004                         |
| FBM                  | 1951                        | 1956                         |
| Ferrari              | 1952                        | 1957                         |
| Ferraris             | 1903                        | 1904                         |
| Fert                 | 1926                        | 1929                         |
| FG                   | anni 30                     | anni 30                      |
| FIAM                 | 1923                        | 1925                         |
| Fieschi              | 1925                        | 1925                         |
| Figini & Lazzati     | 1898                        | 1910                         |
| Fimer                | 1952                        | 1957                         |
| Finzi                | 1923                        | 1925                         |
| Fiorelli             | 1951                        | 1962                         |
| FIT Quadrio          | 1950                        | 1952                         |
| Fongri               | 1910                        | 1930                         |
| Franchi              | 1954                        | 1958                         |
| Freccia Azzurra      | 1951                        | 1953                         |
| Frera                | 1905                        | 1936                         |
| Frisoni              | 1951                        | 1957                         |
| Fulgor               | 1922                        | 1926                         |
| Fusi                 | 1936                        | 1955                         |
| FVL                  | 1925                        | 1935                         |
| GA                   | 1925                        | 1927                         |
| Galbusera            | 1932                        | 1955                         |
| Galetti              | 1923                        | 1927                         |
| Galimberti           | 1930                        | 1935                         |
| Galloni              | 1919                        | 1932                         |
| Ganna                | 1923                        | 1957                         |
| Gaoma                | 1951                        | 1956                         |
| Garabello            | 1922                        | 1930                         |
| Garelli              | 1919                        | 2012                         |
| Garlaschelli         | 1922                        | 1928                         |
| Gazzella             | 1946                        | 1954                         |
| Gazzi                | 1929                        | 1932                         |
| GBR                  | 1926                        | 1927                         |
| G.D.                 | 1923                        | 1938                         |
| Gerosa               | 1953                        | 1984                         |
| GG                   | 1940                        | 1940                         |
| Ghia CF              | 1946                        | 1947                         |
| Ghilardi e Canziani  | anni 20                     | anni 20                      |
| Gianca               | 1946                        | 1951                         |
| GIESSE               | 1947                        | 1948                         |
| Gioiello             | 1950                        | 1950                         |
| Giordani OME         | 1920                        | 1922                         |
| Gitan                | 1950                        | 1985                         |
| Giulietta            | 1957                        | 2000                         |
| Giuristi             | 1926                        | 1927                         |
| Gnesa Calcaterra     | 1921                        | 1921                         |
| Gnessutta            | 1899                        | 1900                         |
| Gnocchi              | 1910                        | 1914                         |
| GRIM                 | 1945                        | 1945                         |
| GS Motori            | 1950                        | 1954                         |
| Guaraldi             | 1905                        | 1913                         |
| Guazzoni             | 1950                        | 1976                         |
| Guffanti di Musocco  | 1925                        | 1925                         |
| Guia                 | 1950                        | 1954                         |
| Guidetti             | 1926                        | 1927                         |
| Harlette-MAS         | 1927                        | 1930                         |
| Harlette-Puch        | 1925                        | 1927                         |
| HRD Motor            | 1980                        | 1986                         |
| ICEMI                | 1926                        | 1928                         |
| Idroflex             | 1949                        | 1956                         |
| IMN                  | 1952                        | 1958                         |
| Innocenti            | 1947                        | 1998                         |
| Intramotor Gloria    |                             |                              |
| Introzzi             | 1926                        | 1927                         |
| Isothermos           | 1948                        | 1952                         |
| Iso                  | 1952                        | 1963                         |
| Italiainmoto         | 2006                        | 2023                         |
| Italemmezeta         | 1960                        | 1967                         |
| Itom                 | 1944                        | 1976                         |
| Janga                | 1923                        | 1924                         |
| Jolly                | 1952                        | 1952                         |
| Jonghi               | 1930                        | 1957                         |
| Kram-it              |                             |                              |
| Ladetto & Blatto     | 1927                        | 1932                         |
| L'Alba               | 1924                        | 1926                         |
| Lamborghini          | 1986                        | 1986                         |
| Lampo                | 1923                        | 1930                         |
| Laverda              | 1949                        | 2006                         |
| Lazzati              | 1898                        | 1904                         |
| Legnano              | 1953                        | 1979                         |
| LEM                  |                             |                              |
| Leprotto             | 1955                        | 1960                         |
| Leva                 | 1926                        | 1927                         |
| Levi Olivari         | 1939                        | 1939                         |
| LinTo                | 1947                        | 1971                         |
| Linx                 |                             |                              |
| Livraghi             | 1904                        | 1905                         |
| LMV                  | 1924                        | 1925                         |
| Loro Vasco           | 1963                        | 1963                         |
| Losego               | 1926                        | 1927                         |
| MA                   | 1939                        | 1939                         |
| Mafalda              | 1923                        | 1928                         |
| Maffeis              | 1895                        | 1935                         |
| Magni                | 1928                        | 1930                         |
| Maino                | 1902                        | 1910                         |
| Malaguti             | 1930                        | 2011                         |
| Malanca              | 1956                        | 1986                         |
| Manara               | 1931                        | 1931                         |
| Mancini              |                             |                              |
| Mantovani            | 1902                        | 1910                         |
| Marchand-Orio        | 1899                        | 1910                         |
| Marchetti            | 1926                        | 1927                         |
| Marchitelli          | 1947                        | 1947                         |
| MAS                  | 1922                        | 1959                         |
| Maserati             | 1953                        | 1960                         |
| Mattei               | 1925                        | 1925                         |
| MAV Jolly            | 1951                        | 1979                         |
| Mazzilli             | 1970                        | 1976                         |
| Mazzucchelli         | 1925                        | 1934                         |
| MBA                  | 1975                        | 1990                         |
| MBM                  | 1960                        | 1971                         |
| MDS                  | 1954                        | 1962                         |
| Mead Flyer           | 1908                        | 1911                         |
| Meccanica NVB        | 1956                        | 1957                         |
| Mediolanum           | 1947                        | 1947                         |
| Medusa               | 1957                        | 1958                         |
| Meiller              | 1923                        | 1923                         |
| Mello                |                             |                              |
| MFB                  |                             |                              |
| MFG                  | 1920                        | 1926                         |
| MI-VAL               | 1950                        | 1967                         |
| Mignon               | 1921                        | 1943                         |
| Milani               | 1964                        | 1979                         |
| Miller Balsamo       | 1919                        | 1959                         |
| Minarelli            | 1956                        |                              |
| Minimotor            | 1945                        | 1956                         |
| Miro Maffeis         | 1933                        | 1935                         |
| MM                   | 1924                        | 1957                         |
| Moglia               | 1923                        | 1923                         |
| Molaroni             | 1921                        | 1927                         |
| Molteni              | 1925                        | 1954                         |
| Mondial              | 1929                        | 2004                         |
| Monteverdi           | 1925                        | 1929                         |
| Morbidelli           | 1967                        | 1992                         |
| Moretti              | 1925                        | 1989                         |
| Moretti (Macerata)   | 1932                        | 1940                         |
| Moschita Cassani     | anni 50                     | anni 50                      |
| Moser                | 1925                        | 1935                         |
| Moto Bimm            | 1968                        | 1985                         |
| Moto Gori            | 1969                        | 1983                         |
| Moto Lecce           | 1929                        | 1932                         |
| Moto Meteora         | 1953                        | 1980                         |
| Moto Müller          | 1949                        | 1979                         |
| MotoBi               | 1950                        | 1977                         |
| Motoclipper          | 1948                        | 1949                         |
| Motoflash            |                             |                              |
| Motom                | 1947                        | 1970                         |
| Motopiana            | 1923                        | 1930                         |
| Motor Union          |                             |                              |
| Motron               | 1976                        | 2000                         |
| Musa                 | 1947                        | 1949                         |
| MZV                  |                             |                              |
| Nagas & Ray          | 1925                        | 1930                         |
| Nassetti             | 1951                        | 1960                         |
| NB                   | 1935                        | 1941                         |
| NCR                  | 1967                        |                              |
| NEC                  | 1925                        | 1925                         |
| Necchi               | 1950                        | 1953                         |
| Negrini              | 1950                        | 1985                         |
| Negroni              | 1904                        | 1904                         |
| O. Garanzini         | 1922                        | 1931                         |
| OASA                 | 1930                        | 1933                         |
| Ollearo              | 1923                        | 1952                         |
| Olmi                 | 1930                        | 1935                         |
| Olmo                 |                             |                              |
| Olympia              | 1952                        | 1952                         |
| OMC                  | 1924                        | 1934                         |
| OMEA                 | 1950                        | 1953                         |
| OMER                 | 1948                        | anni 80                      |
| Opessi               | 1936                        | 1936                         |
| OPRA                 | 1927                        | 1929                         |
| OR                   | 1928                        | 1931                         |
| Orione               | 1923                        | 1928                         |
| Oscar                | anni 60                     | anni 80                      |
| Osculati             | 1930                        | 1930                         |
| Oswego               | 1924                        | 1927                         |
| Ottino               |                             |                              |
| Paglianti            | 1948                        | 1963                         |
| Palmieri & Gulinelli | 1957                        | 1964                         |
| Pappagallo           | 1926                        | 1927                         |
| Parilla              | 1946                        | 1967                         |
| Parvus               | 1920                        | 1926                         |
| Passarin             | 1935                        | 1935                         |
| Paton                | 1964                        | anni 80                      |
| Peripoli             | 1957                        | 2000                         |
| Peroglio             |                             |                              |
| Perugina             | 1952                        | 1965                         |
| Piazza-S.A.M.P.      | 1923                        | 1939                         |
| Piovaticci           | 1973                        | 1975                         |
| Pirotta              | 1948                        | 1959                         |
| Piva                 | 1922                        | 1925                         |
| PM                   | 1941                        | 1942                         |
| Polet                | 1923                        | 1927                         |
| Poletti              | 1923                        | 1927                         |
| Ponzio & Marchi      | anni 10                     | anni 10                      |
| Porpora              | 1926                        | 1935                         |
| Prina                |                             |                              |
| Prinetti & Stucchi   | 1898                        | 1926                         |
| PS                   | 1925                        | 1925                         |
| RAM                  | 1910                        | 1910                         |
| Ranzani              | 1918                        | 1940                         |
| Rapid                | 1953                        | 1955                         |
| RAS                  | 1932                        | 1936                         |
| Rebus                | 1908                        | 1910                         |
| Restelli             | 1905                        | 1907                         |
| Ricordi              | 1898                        | 1902                         |
| Rizzato              |                             |                              |
| Romeo                | 1961                        | 1975                         |
| Rondine              | 1923                        | 1928                         |
| Rondine              | 1934                        | 1935                         |
| Rondine              | 1952                        | 1957                         |
| Rondine-Copeta       | 1967                        | 1972                         |
| Rosselli FAM         | 1899                        | 1910                         |
| Rossi                | 1951                        | 1955                         |
| Rosso                | 1925                        | 1927                         |
| Royal                | 1923                        | 1928                         |
| Royal Prince         | 1933                        | 1934                         |
| Royal Super          | 1923                        | 1928                         |
| Rumi                 | 1949                        | 1960                         |
| SACMERA              | 1939                        | 1939                         |
| SAI Ambrosini        | 1952                        | 1954                         |
| Salve                | 1925                        | 1926                         |
| San Cristoforo       | 1949                        | 1956                         |
| Santamaria           | 1951                        | 1963                         |
| Sanvenero            | 1980                        | 1982                         |
| Schneller Fuchs      | 1953                        | 1957                         |
| Segoni Special       | 1972                        | 1979                         |
| Sei                  | 1938                        | 1938                         |
| Seiling              | 1938                        | 1938                         |
| Senior               | 1912                        | 1914                         |
| Serri                | 1958                        | 1958                         |
| Sertum               | 1932                        | 1952                         |
| Sessa                | 1922                        | 1954                         |
| Shifty               | 1975                        | 1978                         |
| Siamoto              | 1995                        |                              |
| SIAMT                | 1905                        | 1914                         |
| SIAT                 | 1924                        | 1927                         |
| Siata                | 1945                        | 1953                         |
| Sidus                | 1935                        | 1935                         |
| Silens               | 1939                        | 1939                         |
| SIM-Moretti          | 1952                        | 1955                         |
| SIM-Pegaso           | 1955                        | 1961                         |
| Simonini             | 1970                        | 1983                         |
| Simplex              | 1922                        | 1950                         |
| Sirtori              | 1900                        | 1914                         |
| Sirza                | 1945                        | 1948                         |
| SNAIP                | 1924                        | 1924                         |
| Somaschini           | 1953                        | 1958                         |
| Sorati               | 1926                        | 1927                         |
| Soriani              | 1922                        | 1927                         |
| Spengler             | 1923                        | 1923                         |
| Sterzi               | 1939                        | 1962                         |
| Stucchi              | 1953                        | 1953                         |
| Superba              | 1933                        | 1935                         |
| Super-Moto           | 1925                        | 1927                         |
| SVM                  | 1984                        | 1987                         |
| SWM                  | 1971                        | 1984                         |
| Tansini              | 1950                        | 1985                         |
| Tappella Fuchs       | 1953                        | 1957                         |
| Taurus               | 1932                        | 1956                         |
| Taveggia             | 1924                        | 1924                         |
| Tecnomoto            | 1964                        | 1978                         |
| Teodoro Carnielli    | 1968                        | 1979                         |
| Terra Modena         | 2003                        |                              |
| Testi                | 1949                        | 1993                         |
| TGB                  |                             |                              |
| TGM                  | 1973                        | 1985                         |
| Titan                |                             |                              |
| Torpado              |                             |                              |
| Tosi                 | 1926                        | 1927                         |
| Turinga              | 1942                        | 1942                         |
| Turkheimer           | 1900                        | 1939 circa                   |
| Unimoto              | 1980                        | 1986                         |
| Vaga                 | 1924                        | 1936                         |
| Vaghi                | 1925                        | 1925                         |
| Vard Micro           | 1942                        | 1943                         |
| Verga                | 1951                        | 1954                         |
| Veros                | 1921                        | 1924                         |
| VG                   | 1931                        | 1935                         |
| Vi-Vi                | 1956                        | 1966                         |
| Villa                | 1966                        | 1987                         |
| Vis                  | 1925                        | 1925                         |
| Vittoria             | 1931                        | 1939                         |
| Vittorio Belmondo    | 1940                        | 1942                         |
| VOR                  | 1998                        | 2002                         |
| Wilson               | 1915                        | 1915                         |
| Wolsit               | 1907                        | 1927                         |
| Volugrafo            | 1940                        | 1942                         |
| WRM Motorcycles      | 2004                        | anni 2010                    |
| VVV                  | 1923                        | 1926                         |
| Zanetti              | 1960                        | 1964                         |
| Zanoni               | 1952                        | 1952                         |
| Zanzi                | 1953                        | 1960                         |
| Zenit                | 1952                        | 1956                         |
| Zoppoli              | 1946                        | 1948                         |

## Case costruttrici del resto del Mondo
L'industria motociclistica è stata ed è ancora oggi diffusa un po' in tutto il mondo e tra i nomi più famosi possiamo citare:

### In Austria
- KTM
- Puch-Werke
- Rotax

### In Belgio
- FN
- Gillet Herstal
- Saroléa

### In Bielorussia
- Minsk Motor (Motovelo)

### In Cina
- Baotian Motorcycle
- Ek Chor
- Wuxi Futong Motor Cycles Company Limited
- Geely
- Jiangmen Huari Group Co., Ltd.
- Jialing
- Jianshe
- Jinan Qingqi
- Jincheng
- Jing Gang Shan
- Kangda
- Chongqing Lifan
- LingKen Motorcycle
- Linhai Power
- Loncin
- Niu Technologies
- Qianjiang Group
- Qingqi
- Hainan Sundiro
- Shanghai Xingfu
- Wuyang-Honda
- Zhongshen

### In Corea
- Daelim
- Hyosung
- Kasea
- Kossm
- Tami

### In Danimarca
- Nimbus

### In Francia
- ACM
- ACS
- Alcyon
- AMC
- Anzani
- Automoto
- BFG
- Bleriot
- Boxer
- BPS
- C.P. Roleo
- Cemec-Ratier
- Chaise
- Charles Morel
- Châtelard
- Clément-Gladiator
- Dax
- De Dion-Bouton
- Dollar
- Ducommun
- Fournier-Buchet
- Gitane
- Gnome & Rhone
- Godier
- Harlette-Géco
- Herdtle-Bruneau
- HO
- Japauto
- Jonghi
- Koehler-Escoffier
- Letang
- Liberia
- Magnat-Debon
- Majestic
- Martin
- MGC
- Midual
- Millet
- Monet-Goyon
- Motobecane
- Nougier
- Peugeot
- Prester
- Prester-Jonghi
- Rene Gillet
- Rochet
- Rovin
- Sevitame
- Soyer
- SPQ
- Terrot
- Train
- Ultima
- Vélosolex
- Viratelle
- Voxan
- Werner
- Ydral
- Zedel

### In Germania
- Adler
- Allright
- Ardie
- Aristos
- Bekamo
- BMW Motorrad
- Cockerell
- DIAG [1] (Germania, Leipzig, 1921–1930)
- Diamant
- DKW
- Dürkopp
- Fafnir
- Harras
- Hecker
- Heinkel
- Hercules
- Hildebrand & Wolfmuller
- Horex
- IFA
- Imme
- Krauser
- Kreidler
- Maico
- Mammut
- Mars
- Mauser
- Megola
- MZ
- Münch
- NSU
- Opel
- Phantom [2] (Germania, Berlin-Neukölln, 1921–1928)
- Rixe
- Simson
- Sachs
- Tornax
- UT
- Unu
- Victoria
- Wanderer
- Windhoff
- Zündapp

### In Giappone
- Honda
- Kawasaki
- Suzuki
- Yamaha

### Nel Regno Unito
- ABC Motors
- AJS
- AJW
- Ambassador
- Ariel
- Ascot Pullin
- Armstrong
- Avro
- Barr & Stroud
- BAT
- Beardmore Precision Motorcycles
- Beeston
- Binks
- Black Prince
- Bradbury
- Brough Superior
- BSA
- Calthorpe
- CCM
- Chater-Lea
- Clement-Garrard
- Clyno
- Corgi
- Cotton
- Coventry Eagle
- Diamond
- DOT
- DMW
- Douglas
- Dunelt
- Ehrlich Motorcycle Company (EMC)
- Excelsior
- FEE
- Few Paramount
- Francis-Barnett
- Greeves
- Grindlay-Peerless
- Hagg Tandem
- Hazlewood
- Hesketh
- Holden
- Hobart
- Humber
- James
- JAP
- Jones
- Levis
- Lloyd
- Martin
- Martinsyde
- Matchless
- McEvoy
- Montgomery
- Neracar
- New Hudson Cycle Company
- New Imperial
- Norman
- Norton Motorcycle Company
- NUT
- OEC
- OK (OK -Supreme)
- Olympic
- Panther
- Peerless
- Premier Motorcycles
- Pullin-Groom
- Quadrant
- Quasar
- Raleigh
- Regal
- Rex
- Rickman
- Rover
- Royal Enfield
- Rudge
- Scott
- Seeley
- Silk
- Sprite Motor Cycles
- SOS
- Sun Cycle
- Sunbeam
- Triton
- Triumph
- Trump
- Velocette
- Weslake
- White & Pope
- Wilkinson
- Vincent
- Wooler
- Zenith

### In India
- Avanti India, Monto Motors
- Bajaj Auto
- Hero MotoCorp
- Royal Enfield
- LML
- Ola Electric

### In Malaysia
- Modenas
- Proton

### Nei Paesi Bassi
- Batavus
- Rond-Sachs
- Van Veen

### In Polonia
- Komar
- Junak
- SFM
- SHL
- WFM
- WSK

### In Repubblica Ceca

#### Attive
- Blata
- Jawa
- VM motor

#### Cessate
- Praga (veicoli)
- C.Z.
- ESO
- Böhmerland

### In Repubblica Centrafricana
- Solaris Honda

### In Ruanda
- Rwanda Motorcycle Company

### In Russia
- Jupiter
- Ural

### In Slovenia
- Tomos

### In Spagna
- Bultaco
- Derbi
- Ducson
- Gas Gas
- Gimson
- Montesa
- Motorhispania
- OSSA
- Rieju
- Sanglas
- Scutum Logistics

### In Svezia
- Husqvarna
- Husaberg
- Monark
- Mustang

### In Svizzera
- Allegro
- Condor
- Moto Rêve
- Motosacoche
- Qooder
- Universal

### In Taiwan
- Adly
- Kymco
- PGO
- SYM (SanYang Motor)

### In Ucraina
- Dnepr

### In USA
- American Eagle
- ATK
- Buell Motorcycle Company
- Excelsior
- Harley Davidson
- Indian
- Polaris Industries
- Rokon
- Victory Motorcycles
- Zero Motorcycles